# Lago di Livigno
Der Lago di Livigno (auch Lago del Gallo, rätoromanisch: Lej da Livign, dt.: Luwinersee) ist ein Speichersee der Engadiner Kraftwerke an der Spöl im Norden Italiens.

## Lage
Der Lago di Livigno liegt im äußersten Norden Italiens an der Grenze zur Schweiz. Der größte Teil des Sees befindet auf italienischem Gebiet im Nationalpark Stilfserjoch auf 1805 m ü. M. in den Livigno-Alpen. Nur bei der 130 Meter hohen Staumauer Punt dal Gall, die sich ganz im Norden des Sees befindet, liegt das Ostufer des Sees für rund zwei Kilometer auf Schweizer Territorium in der Gemeinde Zernez.
Der Lago di Livigno ist primär über zwei Alpenpässe, die Forcola di Livigno (2315 m) im Süden und den Passo d’Eira (2208 m) (zusammen mit dem Passo di Foscagno im Osten), respektive durch den privat betriebenen Munt-la-Schera-Tunnel im Norden erreichbar. Entlang des Gewässers führt eine Straße, die zum größten Teil in Steinschlaggalerien verläuft.
An der Südspitze des Sees liegt die einzige größere Ortschaft Livigno, welche sowohl als Wintersportort als auch Zollausschlussgebiet bekannt ist.

## Geschichte

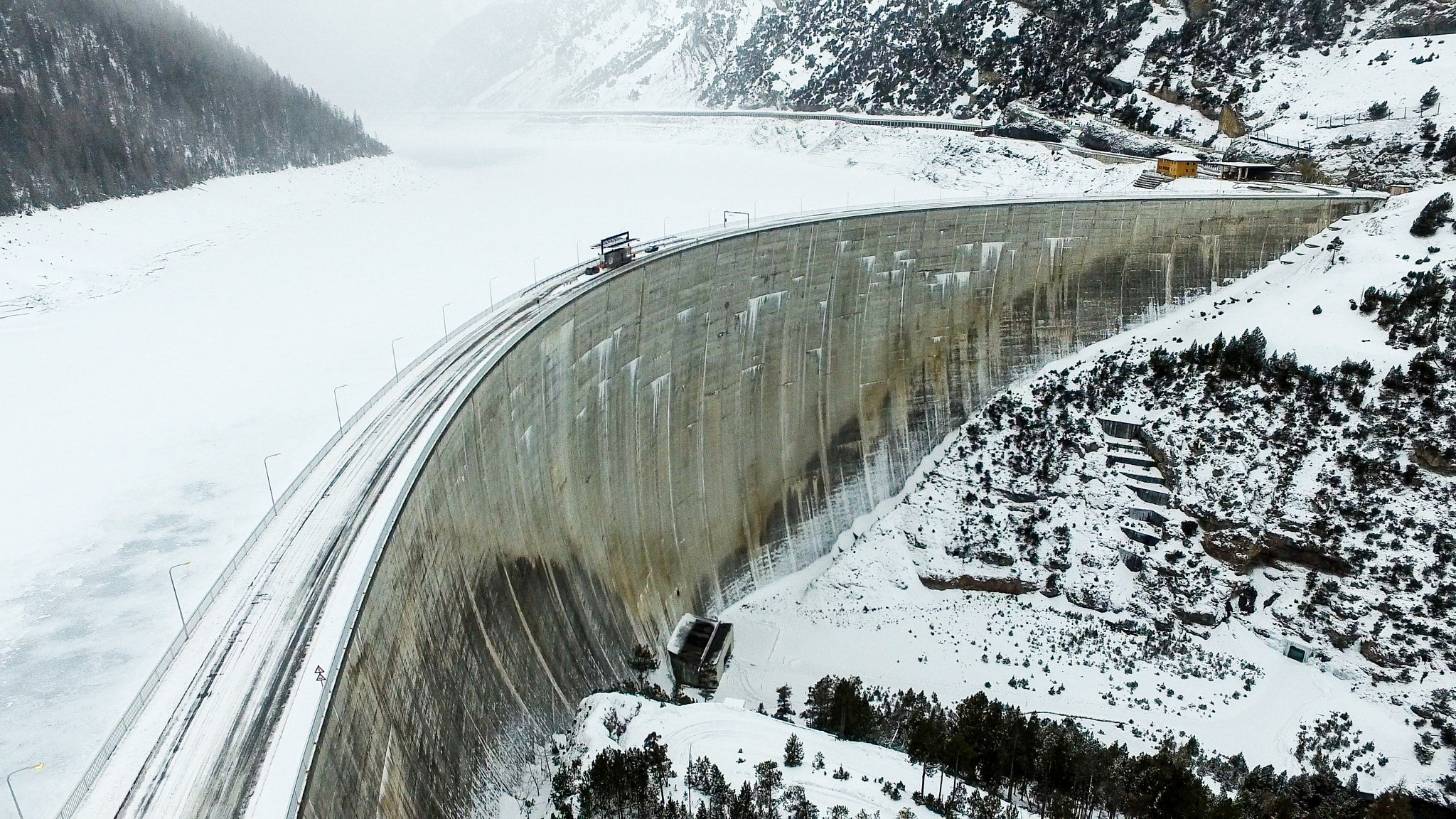
Staumauer mit Mautstelle des Munt-la-Schera-Tunnels mitten auf der Dammkrone

Der Lago di Livigno entstand in den 1960er-Jahren durch den Bau der Staumauer Punt dal Gall. Er bedeckt seither den teilweise ebenen Talboden eines eiszeitlich geformten Trogtales nördlich von Livigno sowie das in West-Ost-Richtung verlaufende Ova dal Gall, welches zuvor steiniges Ödland darstellte. Der Staubeginn fand am 16. Oktober 1968 mit rund 50 Millionen Kubikmeter Wasser statt.
Mit der Flutung des Tales wurden einige Gebäude insbesondere in unmittelbarer Nähe zur Ortschaft Livigno überschwemmt. Die zuvor im Talboden verlaufende Straße zur zuvor beim Stauwerk existierenden Brücke Punt dal Gall wurde an das westliche Ufer gelegt.

## Technisches
Die Bogenstaumauer Punt dal Gall ist 540 Meter lang und 130 Meter hoch. Sie schafft den See, der bei voller Kapazität bis zu 165 Millionen Kubikmeter Wasser enthält. Die entsprechende Energie wird im Kraftwerk Ova Spin generiert. Dieses befindet sich einige Kilometer nordwestlich des Sees auf Schweizer Staatsgebiet an der Ofenpassstraße.
Der dortige, zweite und wesentlich kleinere Stausee Ova Spin dient als Ausgleichsbecken. Je nach Bedarf kann das zufließende Wasser kurzfristig gespeichert, weitergeleitet oder in den Stausee Livigno gepumpt werden.
Die technischen Eckdaten sind wie folgt:
- Höhenunterschied max. 205 m
- Länge Druckstollen 7,6 km
- 2 Francis-Pumpturbinen, Gesamtleistung 50 MW, max. 32 m³ Wasser/s.[7]

- jährliche Stromerzeugung: 5,5 GWh
- Betreiber: Ouvras Electricas d’Engiadina, Zernez, Schweiz

## Hauptzuflüsse
Von Süden fließt der Torrente Federia aus dem Valle di Federia und der Fiume Spöl aus dem Valle di Livigno (rätoromanisch: Val da Spöl) dem Lago di Livigno zu. Des Weiteren wird der See durch die Aua da Val Mora aus dem Schweizer Val Mora sowie den weiteren Zuflüssen des Torrente Acqua del Gallo gespeist.

## Nutzung
Der Lago di Livigno kann für verschiedene Wassersportarten genutzt werden. So trainieren unter anderem Rudermannschaften gerne auf dem Gewässer, da sich dieses auf einer hohen Höhe befindet. Des Weiteren kann das Gewässer am Südende durch Stand-Up-Paddle, Kajaks oder Tretbooten befahren werden. In der Seemitte am Südende befindet sich außerdem eine kleine schwimmende Holz-Insel zur Rast.

## Besonderheiten
Der See gehört zusammen mit den Weißenfelser Seen, dem Raibler See sowie einigen kleinen Seen im Gemeindegebiet von Sexten zu den wenigen Gebieten Italiens, die via Donau ins Schwarze Meer entwässern.